# Alfred Sankoh
Alfred Sankoh est un footballeur sierraléonais, né le 22 octobre 1988 à Freetown au Sierra Leone. Il évolue comme milieu de terrain.

## Sélection nationale
- Sierra Leone : 3 sélections

Alfred Sankoh a connu sa première sélection le 10 octobre 2010 contre l'Afrique du Sud lors d'un match comptant pour les quafilications à la Coupe d'Afrique des nations 2012, la Sierra Leone et l'Afrique du Sud font match nul (0-0).

## Palmarès
Strømsgodset IF
- Vainqueur de la Coupe de Norvège (1) : 2010